# Municipio de Bagdati
El Municipio de Bagdati (en georgiano:ბაღდათის მუნიციპალიტეტი) es un raión de Georgia, en la región de Imericia. La capital es la ciudad de Baghdati. La superficie total es de 815 km² y su población es de 21.582 habitantes (2014).
- Datos: Q2018619
- Multimedia: Baghdati Municipality / Q2018619